# Туника (облачение)

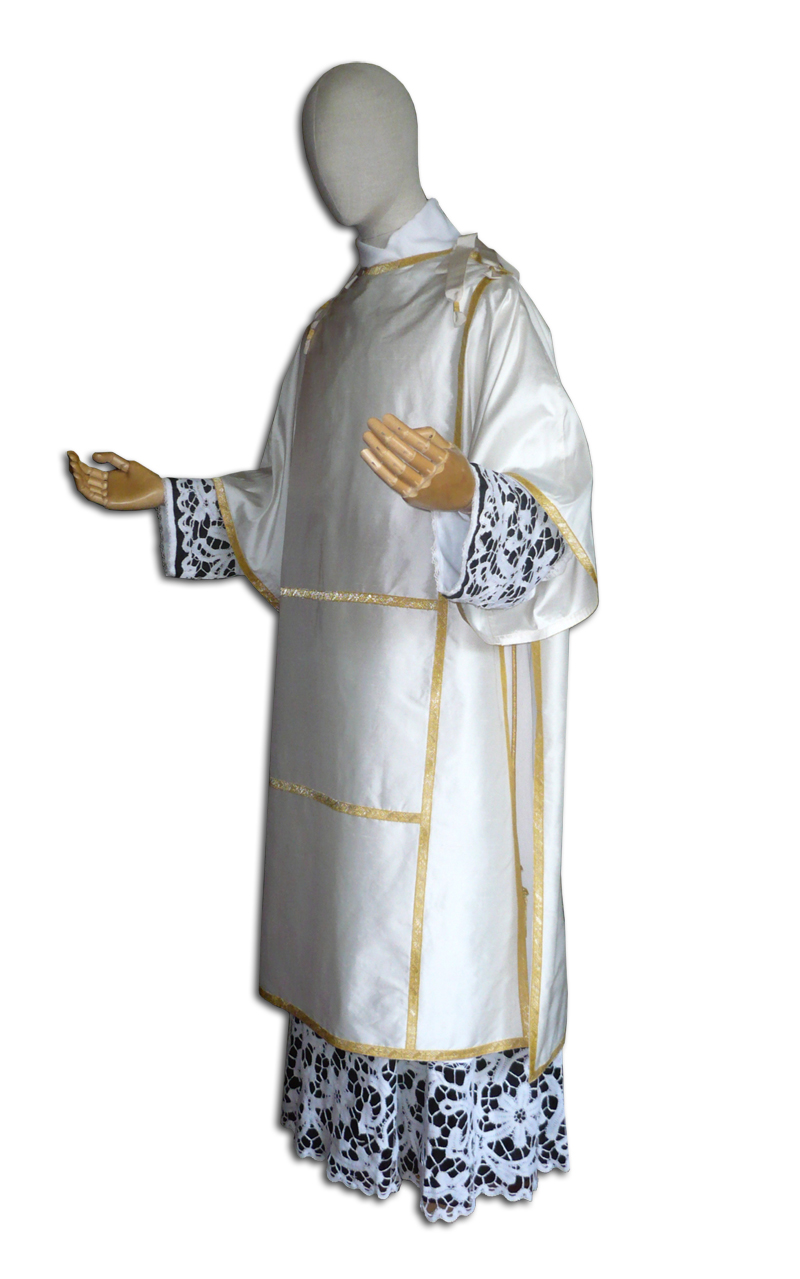
Белая туника

Туни́ка — (лат. tunica) деталь литургического облачения католического клирика. Схожа с далматикой, но с более узкими рукавами. Верхнее облачение католического субдиакона. При совершении понтификальной мессы епископ носит тунику под далматику. Различают tunica talaris — туника до пят, лат. exomis — с обнажённым правым плечом, лат. colobium — туника без рукавов.